# 248750 Asteroidday
248750 Asteroidday este o planetă minoră (asteroid), cu un diametru de 4,777 km, din centura de asteroizi. A fost descoperită pe 4 septembrie 2006 la Réiser⁠(d) de Matthew Dawson⁠(d). 
Obiectul prezintă o orbită caracterizată de o semiaxă mare de 2,7247095791345 UAi, o excentricitate de 0,16, o înclinație de 8,8 ° în raport cu ecliptica.